# Caolan Lavery
Caolan Owen Lavery (* 22. října 1992, Red Deer, Alberta, Kanada) je fotbalový útočník, v současnosti hráč anglického klubu Sheffield Wednesday FC. V mládežnických kategoriích reprezentoval Kanadu a Severní Irsko.

## Klubová kariéra
Lavery hrál v mládí kopanou v kanadském klubu Red Deer Renegades. Po přesunu na Britské ostrovy hrál v irském Goodyear FC a později nastupoval v mládežnickém týmu anglického klubu Ipswich Town FC.
V létě 2012 podepsal smlouvu s anglickým Sheffield Wednesday FC a nakoukl do jejich A-týmu, nicméně profesionálního debutu se dočkal až na hostování v Southend United FC (2. února 2013 proti Oxford United FC, výhra 1:0). Poté ještě hostoval v klubech Plymouth Argyle FC a Chesterfield FC (oba Anglie).

## Reprezentační kariéra

### Kanada
Ve své domovině hrál za kanadský reprezentační výběr U17.

### Severní Irsko
Caolan Lavery po příchodu do Evropy nastupoval v severoirských mládežnických reprezentacích U19 a U21.